# Salute Your Shorts
Salute Your Shorts es una comedia de situación de la televisión estadounidense creada por Steve Slavkin y producida por Propaganda Films, que se emitió en Nickelodeon desde el 4 de julio de 1991 hasta el 12 de septiembre de 1992.
Centrado en la vida de los jóvenes campistas en el campamento ficticio Anawanna, el programa se basó en el libro de Slavkin de 1986 Salute Your Shorts: Life at Summer Camp que coescribió con Thomas Hill.
A pesar de su corta duración y disponibilidad limitada en los medios domésticos, el programa fue consistentemente uno de los programas de cable mejor calificados y ha conservado seguidores de culto.

## Premisa
La serie está ambientada en el campamento de verano ficticio, Camp Anawanna (un juego de palabras con la exclamación "No quiero"). Se centra en los campistas adolescentes, su consejero estricto y mandón, y las diversas travesuras y jocosidades en las que se involucran.
La primera temporada se centró en la lucha de poder entre el recién llegado Michael Stein (Erik MacArthur) y el matón del campamento Robert "Bobby" Budnick (Danny Cooksey) mientras competían por la atención de las niñas en Camp Anawanna. Ronald "Ronnie" Foster Pinsky (Blake Soper) reemplazó a Michael como el protagonista principal en la segunda temporada, contrarrestando a Budnick como un mujeriego elegante y preppie.
El título del programa proviene de una broma común que los campistas se juegan entre sí: un grupo de niños roba los calzoncillos de un niño y los levanta en un asta de bandera. Por lo tanto, cuando la gente los ve ondeando como una bandera, otros niños los saludan como parte de la broma. En el primer episodio de la serie, Michael es víctima de esta broma.
Kevin "Ug" Lee (Kirk Baily) se desempeñó como antagonista de todos los niños como su tonto consejero de campamento. El Dr. Kahn (Steve Slavkin) proporcionó anuncios a los campistas y al personal a través del sistema de megafonía como director invisible del campamento. Mona Tibbs (Christine Cavanaugh) hizo apariciones recurrentes como el interés amoroso de Ug.
Los campistas periféricos incluyeron al cómplice con sobrepeso de Budnick, Eddie C. "Donkey Lips" Gelfand (Michael Bower), el niño genio Sponge Harris (Tim Eyster), la princesa engreída Dina Alexander (Heidi Lucas), la marimacho Telly Radford (Venus DeMilo) y la naturaleza. amando a ZZ Ziff (Megan Berwick).

## Producción
| Queríamos llevar las técnicas cinematográficas a la televisión infantil. Fue un programa de una sola cámara que se filmó en video y se sometió a un proceso de apariencia cinematográfica para brindarles a los niños minipelículas sobre campamentos de verano que se calificaron de principio a fin. Les dimos un aspecto completamente nuevo que nunca antes habían tenido. ——Steve Slavkin |

Nickelodeon le encargó a Steve Slavkin que escribiera un piloto de televisión basado en su libro de 1986 Salute Your Shorts: Life at Summer Camp que coescribió con Thomas Hill.
Nickelodeon estuvo bajo presión en 1990 para crear una programación original que pudiera competir con The Disney Afternoon, mientras también se despojaba de su imagen como "la red de programas de juegos ". Double Dare había sido un gran éxito para la cadena desde su estreno en 1986, pero el canal carecía de programación narrativa interna y animación interna. Camp Candy se lanzó en NBC en 1989 y mostró que había una audiencia para la programación infantil sobre campamentos de verano.
Randall Miller dirigió el episodio piloto de la serie, que se filmó en Griffith Park Boys Camp en marzo de 1990. Fue protagonizada por Ian Giatti como Michael, Danny Cooksey como Budnick, Kirk Baily como Ug, Michael Bower como Donkey Lips, David Tom como Sponge, Kelley Parker como Dina, Teri Johnston como Telly y Alexandra Kurhan como ZZ. Miller había dirigido previamente a Bower, Johnston y Parker en su cortometraje Marilyn Hotchkiss' Ballroom Dancing and Charm School. El piloto se emitió el sábado 6 de octubre de 1990 a las 5:30 p. m. EST en Nickelodeon como el especial de televisión Salute Your Shorts.
El programa se volvió a emitir después de ser elegido como serie en febrero de 1991, ya que muchos de los jóvenes actores habían superado sus papeles desde que se filmó el piloto. Los únicos miembros del elenco retenidos del piloto fueron Danny Cooksey, Kirk Baily y Michael Bower. El personaje de Bower, Donkey Lips, era el antagonista del piloto, con Cooksey interpretando a su compañero Budnick. Sus roles se invirtieron para la serie después de que Cooksey creciera más que Bower.
El rodaje del pedido inicial de 6 episodios de la primera temporada se llevó a cabo en abril y mayo de 1991. A la serie se le asignaron 180.000 dólares por episodio, lo que se consideró de bajo presupuesto. Los interiores del programa se filmaron dentro de un estudio de sonido en Lankershim Boulevard en Sun Valley. Los exteriores se filmaron en Franklin Canyon Park y Griffith Park Boys Camp. Algunas tomas exteriores de las literas se realizaron utilizando miniaturas de un metro de altura.
La música del programa fue compuesta por Ed Alton, quien previamente había compuesto la música para Head of the Class. El tema de apertura fue un simulacro de alma mater de Camp Anawanna compuesta por Alton, con letra de Steve Slavkin. El elenco cantó el tema de apertura en vivo sobre una pista pregrabada de Alton tocando el piano.
La primera temporada se estrenó con una transmisión especial en horario estelar el jueves 4 de julio de 1991 (Día de la Independencia), y los nuevos episodios se transmitieron los sábados a las 5:30 p. m. EST a partir de entonces. El rodaje de los 7 episodios restantes de la primera temporada tuvo lugar en agosto y septiembre de 1991. La serie se renovó para una segunda temporada de 13 episodios en octubre de 1991.
Los miembros del reparto volaron a Orlando para apariciones promocionales en Nickelodeon Studios en diciembre de 1991. Danny Cooksey y Michael Bower derrotaron a Heidi Lucas y Megan Berwick en un episodio de Nick Arcade. Kirk Baily también se unió a Berwick, Bower, Cooksey y Lucas para una firma de autógrafos al aire libre. Cooksey ha dicho que este viaje es cuando se dio cuenta de lo popular que se había vuelto la serie, con los fanáticos cantando el tema principal del programa al ver al elenco.
Erik MacArthur dejó el programa justo antes de que comenzara la filmación de la segunda temporada en abril de 1992, por lo que su personaje de Michael fue eliminado y reemplazado por Blake Soper como Pinsky. Soper estaba programado para interpretar a Scotty Rex en el episodio "Telly and the Tennis Match" antes de que los productores le pidieran que se uniera a la serie a tiempo completo.
Steve Slavkin abandonó la filmación para protestar porque Nickelodeon había negado los aumentos del elenco para posibles temporadas tercera y cuarta. Nickelodeon era famoso por pagar menos de lo debido a sus niños actores, y Ryan Reynolds admitió que la red solo le pagaba $150 por episodio mientras protagonizaba Fifteen. Slavkin nunca regresó, y las últimas dos semanas de filmación de la segunda temporada se completaron sin él.
La segunda temporada se estrenó con una transmisión especial en horario estelar el viernes 26 de junio de 1992, y los nuevos episodios se transmitieron los sábados a las 6:00 p. m. EST a partir de entonces.
La serie no se renovó para una tercera temporada después de que la cadena quisiera que la producción se trasladara a Nickelodeon Studios, pero la mayoría del elenco no estaba dispuesto a mudarse de Los Ángeles a Orlando. Nickelodeon estaba bajo la presión de la empresa matriz Viacom para reducir su presupuesto para que MTV pudiera financiar la producción de Beavis and Butt-Head.

## Recepción

### Recepción de la crítica
Salute Your Shorts tiene una calificación de 75% "Fresco" entre los críticos de Rotten Tomatoes.
Craig Tomashoff de Entertainment Weekly le dio al estreno de la serie una calificación de B+, comparándolo favorablemente con Meatballs.
Lynn Heffley de Los Angeles Times describió el estreno de la serie como "... una celebración general de la crudeza, la estupidez y la irrelevancia".
The Twizard clasificó el episodio de la primera temporada "The Clinic" como el mejor de la serie, explicando además que el episodio "... rompe la psicología de la agresión de Budnick y lo muestra en su punto más vulnerable".
Randall Colburn de The AV Club elogió la incorporación de Blake Soper como Pinsky en la segunda temporada, argumentando que si bien no era un protagonista claro como lo fue Michael durante la primera temporada, su neutralidad fortaleció al conjunto.

### Premios
El programa fue nominado como Mejor Reparto Joven en una Serie de Televisión en los 13th Youth in Film Awards el 1 de diciembre de 1991.
Danny Cooksey fue nominado a Mejor actor joven protagonista de una serie de cable en los 14th Youth in Film Awards el 16 de enero de 1993.
Michael Bower ganó el premio al Mejor actor joven coprotagonista en una serie de cable en los 14th Youth in Film Awards el 16 de enero de 1993. Trevor Eyster fue nominado en la misma categoría.
Heidi Lucas ganó el premio a la Mejor Actriz Joven Coprotagonista en una Serie de Cable en los 14th Youth in Film Awards el 16 de enero de 1993.

### Calificaciones
El programa fue la segunda serie de televisión por cable mejor calificada con niños de 6 a 11 años al comienzo de su segunda temporada en 1992.
A pesar de estar en reposiciones durante cuatro años, el programa terminó como una de las 15 series de cable básico mejor calificadas de 1996.
El programa se emitió por última vez en Nickelodeon el 7 de junio de 2004, después de ganar una votación de los fanáticos como parte de la programación U-Pick Live del 25 aniversario de la cadena.

## Distribución
Las reposiciones del programa continuaron transmitiéndose regularmente en Nickelodeon desde 1993 hasta 1999.
La serie nunca se distribuyó, pero se emitió en otros canales de la marca Nickelodeon.
Nickelodeon en el Reino Unido transmitió reposiciones del programa de 1993 a 1994. Nickelodeon GAS transmitió reposiciones del programa en 2003 como parte de Camp GAS. TeenNick transmitió reposiciones del programa de 2011 a 2015 como parte de The '90s Are All That.

## Impacto popular
Paley Center for Media ha conservado el episodio de la primera temporada "Sponge Saga" en su archivo de Nueva York. El museo selecciona programación de televisión por su "logro artístico, impacto social o significado histórico".
Danny Cooksey grabó el álbum Refugee con su banda Bad4Good durante el rodaje de la segunda temporada en 1992. La canción "Devil in the Angel" fue escrita por Cooksey y Steve Vai para el episodio de dos partes "Budnick and Dina in Love", pero fue fuera del programa por falta de tiempo. Blake Soper y Michael Bower cantaron coros en el álbum.
Después de la cancelación del programa, NBC le ofreció a Steve Slavkin la oportunidad de escribir y producir Running the Halls, que se emitió como parte de su bloque Saturday Morning TNBC en 1993. Ed Alton compuso la música del programa, Randall Miller se desempeñó como director y Michael Bower protagonizó "The Big Kiss".
Blake Soper escribió e interpretó la canción "Spectacular Views (Salute My Shorts!)" con su banda Rilo Kiley, que apareció como una pista oculta en el lanzamiento de vinilo de Take Offs and Landings en 2001. Danny Cooksey cantó coros en el álbum
Awful Waffle es una banda de ska punk que se formó en Brick Township, Nueva Jersey, en 2006.l. Ese mismo año, el luchador profesional Chuck Taylor innovó un martillo llamado Awful Waffle como su movimiento final. Ambos son referencias a una broma del mismo nombre del episodio de la primera temporada "Primer día".
Danny Cooksey repitió su papel de Budnick en 2007 para el video musical "All My Friends", que fue el primer sencillo de A Few More Published Studies de The XYZ Affair. Jason Zimbler (Clarissa lo explica todo), Marc Summers (Double Dare) y Michael Maronna (The Adventures of Pete & Pete) coprotagonizaron el video.
El tema principal del programa se incluyó en la pista "Salute Your Shorts" del álbum de 2009 Snick @ Nite de Curtiss King.
"Anawanna Blues" es una canción que hace referencia al programa y sus personajes del álbum de 2012 This American Way of Life de The Downrights.
Danny Cooksey, Michael Bower, Steve Slavkin y Venus DeMilo aparecieron en el documental de 2018 The Orange Years, compartiendo sus experiencias en el programa y explorando su lugar en la historia de Nickelodeon.
¡Family Guy! hizo referencia a la serie en el título de su episodio de 2020 "Salute Your Sllort".
Se está produciendo un documental retrospectivo sobre la serie titulado Forever Anawanna, que contará con nuevas entrevistas con el elenco y el equipo original.

## Medios domésticos
La serie completa nunca se ha lanzado en ningún tipo de medio doméstico.
Cuando TVShowsOnDVD.com cerró su sitio web en mayo de 2018, Salute Your Shorts era el programa de televisión número 1 votado por los usuarios que aún no había visto un lanzamiento físico en DVD o Blu-ray. Tim Eyster intentó trabajar con el titular de los derechos en un lanzamiento de DVD, pero se determinó que el costo de la licencia de música y los pagos de regalías al elenco harían que dicho lanzamiento no fuera rentable.
A partir de 2022, Amazon tiene doce episodios del programa disponibles para comprar en línea. iTunes y Paramount+ ofrecen diez de esos mismos episodios.